# Рота Нето, Жуан Роберто
Жуа́н Робе́рто Ро́та Не́то (порт.-браз. João Roberto Rota Neto; род. 21 мая 2003, Сан-Паулу) — бразильский футболист, полузащитник клуба «Фамаликан».

## Футбольная карьера
Жуан Нету - уроженец Сан-Паулу, города на юго-востоке Бразилии, столицы одноимённого штата. Занимался футболом в «Коринтиансе», в 11 лет переехал в академию португальской «Браги». С 2019 года - игрок «Фамаликана». С сезона 2020/2021 года тренируется с основной командой. 5 декабря 2020 года дебютировал в португальском чемпионате в поединке против «Спортинга», выйдя на поле на 60-й минуте вместо Рубена Ламейраша. В возрасте 17 лет и 6 месяцев стал самым молодым игроком, когда-либо выходившим на поле в футболке «Фамаликана». Всего в дебютном сезоне появлялся на поле 6 раз.